# Waganiec
Waganiec – wieś w Polsce położona w województwie kujawsko-pomorskim, w powiecie aleksandrowskim, w gminie Waganiec, w bliskim sąsiedztwie Nieszawy oraz Ciechocinka.

## Podział administracyjny
W latach 1975–1998 miejscowość administracyjnie należała do województwa włocławskiego. Miejscowość jest siedzibą gminy Waganiec, a także sołectwem – zobacz jednostki pomocnicze gminy Waganiec w BIP.

## Demografia
Według Narodowego Spisu Powszechnego (III 2011 r.) liczył 1265 mieszkańców. Jest największą miejscowością gminy Waganiec.

## Historia
Waganiec, wieś w powiecie aleksandrowskim, gminie Waganiec, parafii Zbrachlin, miał w roku 1887 326 mieszkańców. Na obszarze Wagańca znajduje się stacja drogi żelaznej Warszawa-Bydgoszcz, Nieszawa, odległa 3 wiorsty (około 3,2 km) od miasta tej nazwy.
Według registru poborowego powiatu brzeskiego z roku 1587 we wsi Wagancze, w parafii Zbrachlin było kilka działów - Kościelski płacił od 1 łanu, 2 zagrodników; Zakrzewska od 3 łanów, 2 zagrodników; część miał także Jan Nieszczewski. Części bez kmieci z samym gruntem mieli: Bartłomiej Waganiecki i Broniewski po 2 łany (Pawiński Kod. Wielkop. t.II s.7,14).
Folwark Waganiec był w częściowym (lub całkowitym) władaniu Waganieckich w roku 1489, następnie w latach 1560–1582, zaś w roku 1789 jest w posiadaniu Antoniego Gostomskiego. W połowie XIX wieku Waganiec był w posiadaniu synów zmarłego Salomona Wilczyńskiego.
W 1827 wieś była podzielona: jedna część miała 18 domów i 129 mieszkańców, druga część 9 domów i 66 mieszkańców. W roku 1887 folwark Waganiec posiadał rozległość mórg 756 (około 423,4 ha) w tym: gruntów ornych i ogrodów mórg 619, łąk mórg 22, lasu mórg 83, nieużytków mórg 32, budynków murowanych 14, drewnianych 8. Był także wiatrak, pokłady torfu. Wieś Waganiec, w tym samym czasie, posiadała osad 58 z gruntem 306 mórg.
W Wagańcu urodził się Edward Wilczyński (1884–1937), tytularny podpułkownik kawalerii Wojska Polskiego, kawaler Orderu Virtuti Militari.

## Zabytki

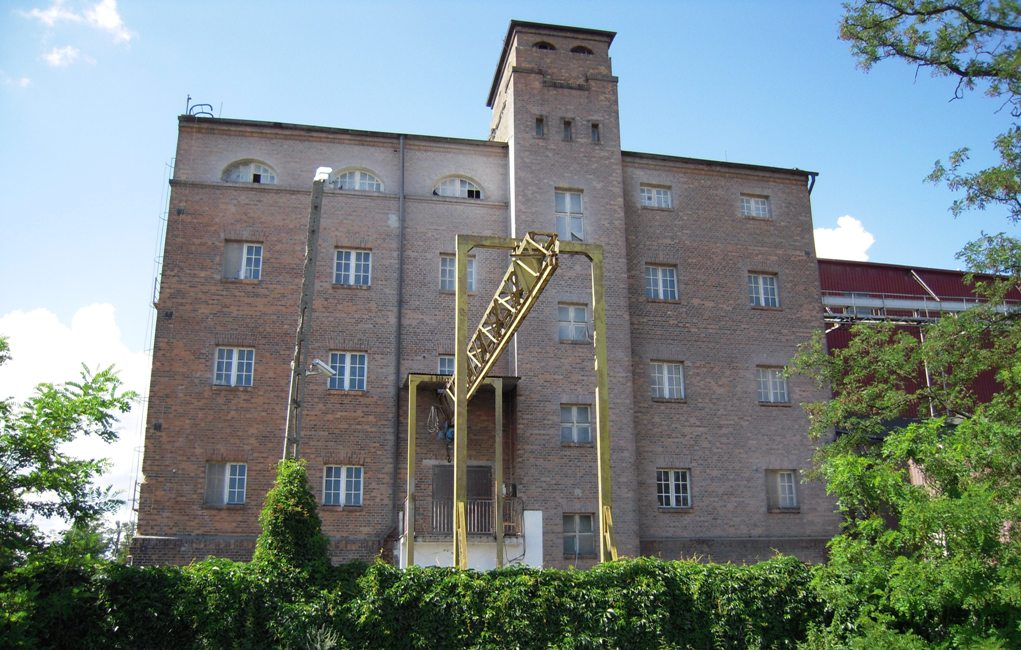
Młyn zbożowy z przełomu XIX/XX w.

Według rejestru zabytków NID na listę zabytków wpisane są:
- dworzec kolejowy, 1880–1890, nr rej.: A/640 z 30.12.1998
- park dworski z folwarkiem, nr rej.: 379/A z 21.05.1996:
  - park, pocz. XX w.
  - spichrz, 2 poł. XIX w.
  - obora, 2 poł. XIX w.
  - stodoła, 2 poł. XIX w.
- młyn zbożowy, XIX/XX w., nr rej.: 409/A z 20.03.1998.